# Povijest Nigerije
Povijest Nigerije može se pratiti do pretpovijesnih doseljenika (Nigerijaca) koji su živjeli na tom području već 1100. pr. Kr. 
Brojne drevne afričke civilizacije nastanile su se u regiji koja je sada Nigerija, poput Kraljevstva Nri, Beninskoga Carstva i Ojo Carstva. Islam je stigao u Nigeriju preko Kamenskoga Carstva između (1068.) i Hauske države oko (1385.), dok je kršćanstvo stiglo u Nigeriju u 15. stoljeću preko augustinaca i kapucina iz Portugala. Songajsko Carstvo također je osvojilo dio regije. Od 15. stoljeća europski trgovci robljem stigli su u regiju kako bi kupili porobljene Afrikance kao dio atlantske trgovine robljem, koja je započela u regiji današnje Nigerije; prva nigerijska luka koju su koristili europski trgovci robljem bila je Badagry, obalna luka. Lokalni trgovci su im opskrbljivali robove, eskalirajući sukobe među etničkim skupinama u regiji i prekinuvši starije trgovačke obrasce kroz transsaharsku rutu.
Britanske su snage napale Lagos 1851., a formalno je pripojen 1865. Nigerija je postala britanski protektorat 1901. Kolonizacija je trajala do 1960., kada je prevladao pokret za neovisnost, pa je Nigerija stekla neovisnost. Nigerija je prvi put postala republika 1963., ali je podlegla vojnoj vlasti tri godine kasnije, nakon krvavog državnog udara. Separatistički pokret kasnije je osnovao Republiku Biafru 1967., što je dovelo do trogodišnjeg građanskog rata u Nigeriji. Nigerija je ponovno postala republika nakon što je napisan novi ustav 1979. Međutim, republika je bila kratkog vijeka, a vojska je ponovno preuzela vlast četiri godine kasnije. Nova se republika planirala uspostaviti 1993. godine, ali je to spriječio general Sani Abacha. Abacha je umro 1998., a Četvrta Republika je potom uspostavljena sljedeće godine, okončavši tri desetljeća povremene vojne vladavine.